# Synaptops suffundens
Synaptops suffundens is een keversoort uit de familie bladrolkevers (Attelabidae). De wetenschappelijke naam van de soort werd in 1859 gepubliceerd door Francis Walker.